# Cardedal
Cardedal es una localidad española perteneciente al municipio de Santiago de Tormes, del cual depende administrativamente. Está localizada en la provincia de Ávila, comunidad autónoma de Castilla y León. En 2012 tenía una población de 9 habitantes.

## Historia
CARDEDAL: l. de la prov. y dióc. de Ávila (14 leg.), part jud. del Barco de Ávila (1 ½), ayunt. y felig. de Lastra del Cano (½): SIT. En terreno elevado le combaten todos los vientos, y su CLIMA produce dolores reumáticos: tiene 25 CASAS y en sus afueras una ermita (San Francisco). Las circunstancias de su POBL., localidad y RIQUEZA, están comprendidas en su ayunt. (V.)
Pascual Madoz, Diccionario geográfico-estadístico-histórico de España y sus posesiones de Ultramar, Vol. 5

### Demografía
| Gráfica de evolución demográfica de Cardedal entre 2000 y 2023                |
|                                                                               |
| Población (2000-2012) según el nomenclátor de unidades poblacionales del INE. |